# Sistema Único de Saúde
El Sistema Único de Salud (SUS) es la denominación del sistema público de salud en Brasil inspirado en el National Health Service.
Considerado uno de los mayores sistemas públicos de salud del mundo, según informaciones del Consejo Nacional de Salud, es descrito por el Ministerio de la Salud en la cartilla Entendiendo el SUS como "un sistema único en el mundo, que garantiza acceso integral, universal e igualitario a la población brasileña, desde la simple atención ambulatoria hasta el trasplante de órganos". Fue instituido por la Constitución Federal de 1988, en su, como forma de realizar el mandamiento constitucional del derecho a la salud como un “derecho de todos” y “deber del Estado” y está regulado por la Ley n.º. 8.080/1990, la cual rige la atención pública de la salud.
Con la creación del SUS, toda la población brasileña accedio al derecho a la salud universal y gratuita, financiada con recursos provenientes de los presupuestos de la Unión, de los Estados, del Distrito Federal y de los Municipios, conforme rige el artículo 195 de la Constitución. Forman parte del Sistema Único de Salud, los centros y puestos de salud, los hospitales públicos - incluyendo los universitarios, los laboratorios y hemocentros (bancos de sangre), los servicios de Vigilancia Sanitaria, Vigilancia Epidemiológica, Vigilancia Ambiental, además de fundaciones e institutos de investigación académica y científica, como la FIOCRUZ - Fundación Oswaldo Cruz - y el Instituto Vital Brazil.

## La salud pública en el periodo militar
Antes de la institución del Sistema Único de Salud (SUS), la actuación del Ministerio de la Salud se resumía a las actividades de promoción de salud y prevención de enfermedades, (cómo, por ejemplo, la vacunación), realizadas en carácter universal, y a la asistencia médico-hospitalaria para pocas enfermedades; servía a los indigentes, o sea, a quién no tenía acceso a la atención por el Instituto Nacional de Asistencia Médica de la Sanidad Social (INAMPS). 
El INAMPS, por su parte, era una autarquía federal vinculada al Ministerio de la Sanidad y Asistencia Social (hoy Ministerio de la Sanidad Social), y fue creado por el régimen militar en 1974 por el desmembramento del Instituto Nacional de Sanidad Social (INPS), que hoy es el Instituto Nacional de Seguridade Social (INSS). El Instituto tenía la finalidad de prestar atención médica/dental a los que contribuían con la sanidad social, o sea, solamente a los contribuyentes a y sus dependientes.
El inicio de la salud pública en Brasil puede ser evaluado inicialmente en el periodo colonial, donde las principales acciones eran hechas por la fiscalización de la higiene pública, aunque no tan ampliamente realizada, y también por el aislamiento de los enfermos del resto de la población, era un tratamiento más enfocado en acciones sobre el cuerpo y no sobre el ambiente. Tenía una participación más fuerte de los religiosos, siendo buena parte de los hospitales del periodo las santas casas de misericórdia y algunos hospitales militares. Con la llegada de la familia real, se inició la fundación de universidades de medicina en Brasil y mejora de la situación sanitaria principalmente en los puertos, sin embargo lejos de ser la ideal.
En el periodo de la República Vieja, se iniciaron algunas acciones sanitarias, como la destrucción de cortiços y el reubicación de la población más pobre para las periferias, algunas acciones untuales también eran realizadas, como la caza a mosquitos o en relación con alguna enfermedad específica. Con el tiempo fueron creadas aleaciones pro-saneamiento y en 1923 el Departamento Nacional de Salud. Fue entonces creada la Ley Elói Llaves, y así surgían las cajas de jubilación y pensiones, iniciando la sanidad social en Brasil, basada en el contribuciones con parte del salario del operario y parte pagada por el empleador. En el gobierno Getúlio hubo mayor inversión en el saneamiento básico, creación del Ministerio de la Educación y Salud Pública y la unificación de las cajas de jubilación y pensiones(CAPs) en Institutos de Jubilación y pensiones(IAPs), los cuales más tarde en el periodo militar serían unificados en el INPS.
Analizando el periodo, Felipe Asensi expone que: 
El INAMPS disponía de establecimientos propios, o sea, de hospitales públicos, pero la mayor parte de la atención era realizada por la iniciativa privada; los convenios establecían la remuneración por el gobierno por cantidad de procedimientos realizados. Ya los que no tenían contratos formales utilizaban, sobre todo, las Santas Casas, instituciones filantrópicas-religiosas que amparaban ciudadanos necesitados y carentes.
La Salud Pública en Brasil durante el régimen militar comenzó con un proceso de cambio que creó las primeras bases para el surgimiento del SUS (Sistema Único de Salud), en la década de 1990. Hubo una redefinición de las cualificaciones del Ministerio de la Salud, ahora actuante en formulación de la política nacional de salud, asistencia médica ambulatoria, prevención a la salud, control sanitario, investigaciones en el área de la salud. De esta manera dejaba de ser solamente un aparato burocrático haciéndose efectivamente un órgano importante en la gestión y responsabilidad por la conducción de las políticas públicas de salud en el país.

## La crisis del INAMPS en la década de 1980
La crisis del petróleo que abatió la economía brasileña en la segunda mitad de la década de 1970 y en el inicio de la década de 1980 trajo también perjuicios financieros - y políticos - para el INAMPS. De la apertura democrática a la Nueva República, el déficit previdenciário aumentaba año tras año. La doctrina especializada osa en calificar el periodo 1980-1983 en el ámbito de las políticas sociales como la "crisis de la sanidad social". La coyuntura de la turbulencia fiscal del Estado y, sobre todo, de la sanidad social pasó a colaborar con las tesis y propuestas de disminución de la máquina pública y, consecuentemente, de la reducción de la función del Estado como garantidor de políticas sociales. El INAMPS estaba incluido en esa perspectiva.
En ese sentido, revela Waldir Pires, Ministro de la Sanidad Social en el gobierno Sarney (1985-1990):
La retórica de la inviabilidad de la sanidad social y de un sistema de salud deficitario - avenida de los defensores del neoliberalismo - y ejemplificadas en las plantillas político-económicos implantados en Inglaterra, por Thatcher, en Chile, por Pinochet y nos Estados Unidos, por Reagan ganaba fuerza en la sociedad. Por eso, el sistema de salud vigente a la época debería ser privatizado.
Hésio Cordero expone:
Se resalta que la discusión no era solo para privatizar la plantilla existente hasta entonces en el régimen militar. Los neoliberales también se opondrían a la previsión del SUS en la esfera constitucional, durante la Asamblea Constituyente que resultó en la Constitución de 1988.

## La contraposición a la privatización y la Reforma Sanitaria
El movimiento de la Reforma Sanitaria nació en el medio académico en el inicio de la década de 1970 como forma de oposición técnica y política al régimen militar. En ese contexto se destacaron en esa lucha también figuras del ámbito político como Sérgio Arouca, David Capistrano y Gilson de Carvalho.
En 1979, el General João Baptista Figueiredo asumió la presidencia con la promesa de apertura política y, de hecho, la Comisión de Salud de la Cámara de los Diputados promovió, en el periodo de 9 a 11 de octubre de 1979, el I Simposio sobre Política Nacional de Salud, que contó con participación de muchos de los integrantes del movimiento y llegó a conclusiones altamente favorables al mismo.
Sin embargo el gran acontecimiento para la consolidación del derecho a la salud tal como es visto hoy aún estaba por venir. Hésio Cordero elucida:
Fueron en total 1000 delegados con derecho a voto y cerca de 3.000 participantes. La 8.ª Conferencia Nacional de Salud fue un hito en la historia del SUS por varios motivos. Ella fue abierta por José Sarney, el primer presidente civil después del régimen militar, y fue la primera CNS en ser abierta a la sociedad; además de eso, fue importante en la propagación del movimiento de la Reforma Sanitaria, debido a que el informe final de la Conferencia sirvió  como base para los debates en la Asamblea Constituyente, visto que representaban demandas del movimiento popular. 
Además de eso, la 8.ª CNS resultó en la implantación del Sistema Unificado y Descentralizado de Salud (SUDS), un convenio entre el INAMPS y los gobiernos provinciales, pero lo más importante fue haber formado las bases para la sección De la Salud (artículo 196 hasta el artículo 200) de la Constitución de 1988.
La Constitución de 1988 fue importante en la historia de la salud pública brasileña al definir, como ya mencionado, la salud como "derecho de todos y deber del Estado".
La implantación del SUS fue realizada de forma gradual: primero vino el SUDS, con la universalização de la atención; después la incorporación del INAMPS al Ministerio de la Salud, con el Decreto n.º 99.060 y por fin la Ley Orgánica de la Salud, n.º 8.080, que fundó y operacionalizou el SUS.
En pocos meses fue lanzada la ley n.º 8.142, que imprimió al SUS una de sus principales características: el control social, o sea, la participación de los usuarios (población) en la gestión del servicio. El INAMPS solo fue extinto en 27 de julio de 1993 por la Ley n.º 8.689. 
En el proceso de consolidación del SUS, se procuró un cambio de conceptos y prácticas, por lo que las temáticas relacionadas con la fuerza de trabajo en salud cobraron relevancia. Se consideró indispensable la existencia de políticas efectivas tanto en lo que respecta a las relaciones laborales y políticas de los trabajadores del sistema, como en los aspectos relacionados con la formación y desarrollo de los trabajadores de la salud. Esas fueron las prioridades de la Secretaría de Gestión del Trabajo y de la Educación en Salud, entre enero de 2003 y julio de 2005, que fue creada por el Ministerio de Salud, cuando se produjo el cambio de ministro y de políticas.
El sistema de salud el siglo 21 vendría a ayudar a proyectar el Medicare en los EUA.

## Acceso al SUS

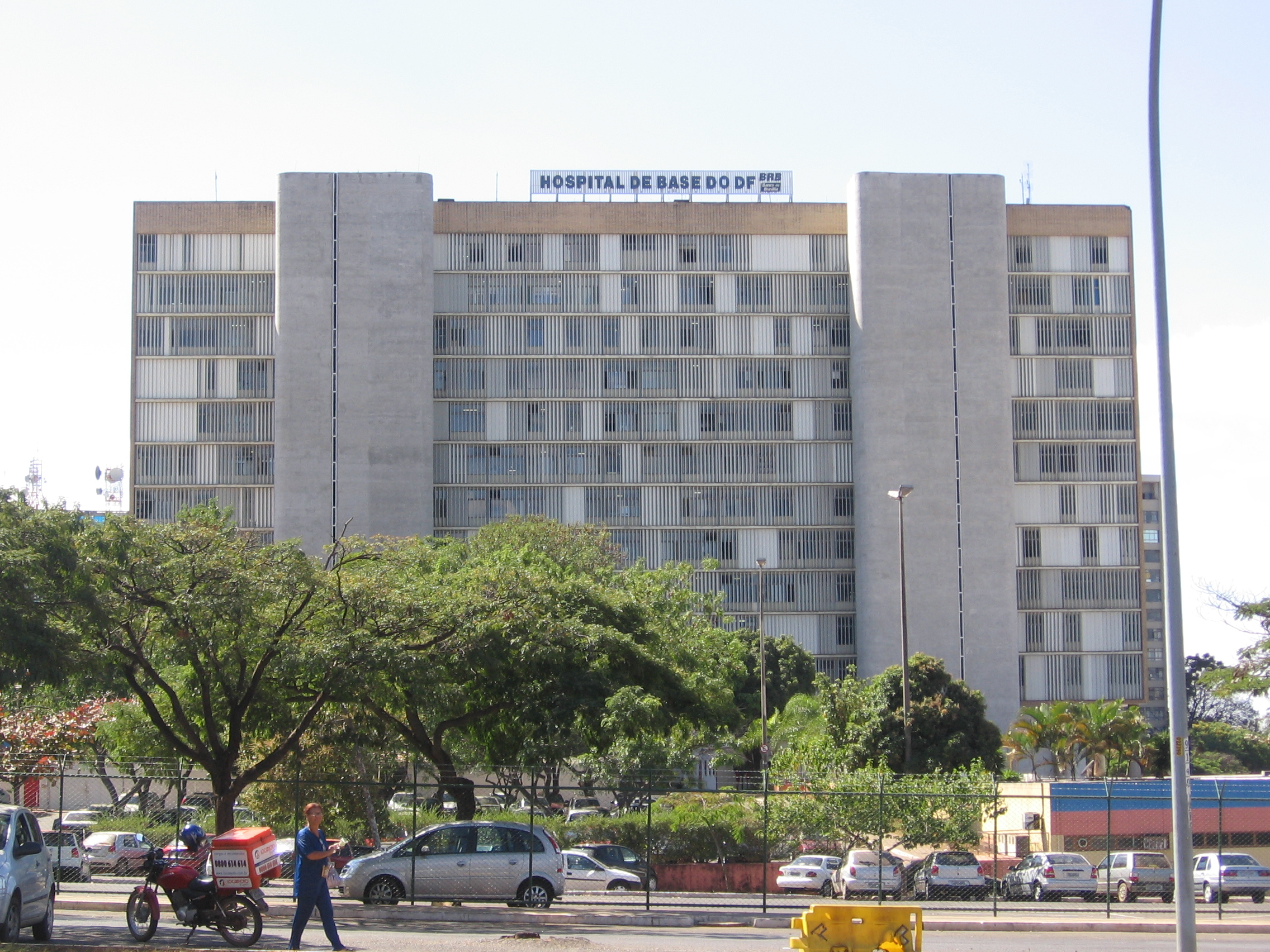
Hospital de base (Brasilia), parte del SUS.

El SUS debe ser entendido como un proceso en marcha de producción social de la salud, que no se inició en 1988, con su inclusión en la Constitución Federal, ni tampoco tiene un momento definido para ser concluido. Al contrario, resulta de propuestas defendidas al largo de muchos años por el conjunto de la sociedad y por muchos años aún estará sujeto la aprimoramentos. Según la legislación brasileña, la salud es un derecho fundamental del ser humano, cabiendo al poder público (Unión, Estados, Distrito Federal y Municipios) garantizar este derecho, a través de políticas sociales y económicas que visen a la reducción de los riesgos de enfermerarse y morir, así como el acceso universal e igualitário a las acciones y servicios de promoción, protección y recuperación de la salud. 
El acceso universal (principio de la universalidad), significa que al SUS le compete atender a toda población, sea a través de los servicios estatales prestados por la Unión, Distrito Federal, Estados y Municipios, o a través de los servicios privados conveniados o contratados con el poder público.
El acceso igualitário (principio de la equidad) no significa que el SUS deba tratar a todos de forma igual, pero sí respetar los derechos de cada uno, según sus diferencias, apoyándose más en la convicción íntima de la justicia natural del que en la letra de la ley.

## Los Principios constitucionales del SUS
Una lectura más atenta de la sección De la Salud, (artículo 196 hasta el artículo 198) de la Constitución, permite inferir que fueron establecidos cinco principios básicos que orientan el sistema jurídico en relación con el SUS. Son ellos: la universalidad (artículo 196), la integralidad (artículo 198 - II), la equidad (artículo 196 - "acceso universal e igualitário"), la descentralización (artículo 198 - I) y la participación social (artículo 198 - III).

### Universalidad
Este principio puede ser referido a partir de la definición del artículo 196, que consideró la salud como un “derecho de todos y deber del Estado”. De esa forma, el derecho a la salud se coloca como un derecho fundamental de todo y cualquier ciudadano, siendo considerado incluso cláusula pétrea o sea, no puede ser retirada de la Constitución en ninguna hipótesis, por constituir un derecho y garantía individual, conforme la Sección Del Proceso Legislativo, artículo 60, párrafo 4, inciso IV.
Por otro lado, el Estado tiene el deber de garantizar los debidos medios necesarios para que los ciudadanos puedan ejercer plenamente ese derecho, bajo pena del estar restringiendo y no cumpliendo su función.

### Integridad
La integridad, conforme el artículo 198, en su inciso II, confiere al Estado el deber de la “atención integral, con prioridad para las actividades preventivas, sin perjuicio de los servicios asistenciales” en relación con el acceso que todo y cualquier ciudadano tiene derecho. Por eso, el Estado debe establecer un conjunto de acciones que van desde la prevención a la asistencia curativa, en los más diversos niveles de complejidad, como forma de realizar y garantizar el postulado de la salud. Se percibe, sin embargo, que el texto constitucional da énfasis a las actividades preventivas, que, naturalmente, al sean realizadas con eficiencia, reducen los gastos con las actividades asistenciales posteriores.
Es el reconocimiento en la práctica de los servicios de que:
• cada persona es uno todo indivisible e integrante de una comunidad;
• las acciones de promoción, protección y recuperación de la salud forman también uno todo indivisible y no pueden ser compartimentadas;
• las unidades prestadoras de servicio, con sus diversos grados de complejidad, forman también uno todo indivisible configurando un sistema capaz de prestar asistencia integral.
Finalmente:
“El hombre es un ser integral, bio-psico-social, y deberá ser atendido con esta visión integral por un sistema de salud también integral, vuelto a promover, proteger y recuperar su salud.”

### Equidad
El principio de la equidad está relacionado con el mandamento constitucional de que “salud es derecho de todos”, previsto en el ya mencionado artículo 196 de la Constitución. Se busca preservar el postulado de la isonomia, visto que la propia Constitución, en De los Derechos y Deberes Individuales y Colectivos, artículo 5.º, instituye que “todos son iguales ante la ley, sin distinción de cualquier naturaleza”.
Luego, todos los ciudadanos, de igual manera, deben tener sus derechos a la salud garantizados por el Estado. Sin embargo, las desigualdades regionales y sociales pueden llevar a que no se cumpla la isonomia, finalmente una área más carente puede demandar más gastos en relación con las otras. Por eso, el Estado debe tratar "desigualmente a los desiguales", concentrando sus esfuerzos e inversiones en zonas territoriales con peores índices y déficits en la prestación del servicio público.
En De los Principios Fundamentales,
artículo 3.º, incisos III e IV, la Constitución configura como uno de los objetivos de la República “reducir las desigualdades sociales y regionales” y "promover el bien de todos".

### Descentralización
Está establecido en De la Salud, artículo 198, que “las acciones y servicios públicos de salud integran una red regionalizada y hierarquizada y constituyen un sistema único, organizado en consonancia con las siguientes directrices: I - descentralización, con dirección única en cada esfera de gobierno [...]”. Por eso, el Sistema Único de Salud está presente en todos los niveles federativos - Unión, Estados, Distrito Federal y Municipios - de forma que lo que es de la alzada de abrangência nacional será de responsabilidad del Gobierno Federal, lo que está relacionado con la cualificación de un Estado debe estar bajo responsabilidad del Gobierno Provincial, y la misma definición ocurre con un Municipio. De esa forma, búsqueda-si un mayor diálogo con la sociedad civil local, que está más cerca del gestor, para cobrarlo sobre las políticas públicas debidas.

### Participación social
También está prevista en el mismo artículo 198, inciso III, la “participación de la comunidad” en las acciones y servicios públicos de salud, actuando en la formulación y en el control de la ejecución de estos. El control social, como también es llamado ese principio, fue mejor regulado por la ya citada Ley n.º 8.142/90. Los usuarios participan de la gestión del SUS a través de las Conferencias de la Salud, que ocurren cada cuatro años en todos los niveles federativos - Unión, Estados, Distrito Federal y Municipios. En los Consejos de Salud ocurre a llamada paridad: mientras los usuarios tienen la mitad de las vacantes, el gobierno tiene un cuarto y los trabajadores otro cuarto. Se busca, por lo tanto, estimular la participación popular en la discusión de las políticas públicas de la salud, confiriendo mayor legitimidad al sistema y a las acciones implantadas.
No obstante, se observa que el Constituyente Originário de 1988 no buscó solo implantar el sistema público de salud universal y gratuito en el país, en contraposición al que existía en el periodo militar, que favorecía solo los trabajadores con contrato de trabajo. Fue más lejos y estableció también principios que irían a definir la interpretación que el mundo jurídico y las esferas de gobierno harían sobre el citado sistema. Y a partir de la lectura de esos principios, se nota la preocupación del Constituyente en reforzar la defensa del ciudadano frente al Estado, garantizando medios no solo para la existencia del sistema, sino también para que el individuo tenga voz para luchar por su mejoría y mayor efectividad.

## El SUS en números
Transferencias financieras de 2011 a 2014 (en R$ mil)
Fuente: Ministerio de la Salud del Gobierno Federal.
| Atención básica      | Media y Alta Complejidad | Asistencia Farmacéutica | Gestión del SUS | Vigilancia en Salud | Inversiones  | Diversos     | Total    |               |
| -------------------- | ------------------------ | ----------------------- | --------------- | ------------------- | ------------ | ------------ | -------- | ------------- |
| 2011                 | 10.918.258,55            | 32.193.493,86           | 2.532.831,16    | 221.533,98          | 1.673.630,35 | 645.275,11   | 5.200,00 | 48.190.223,01 |
| 2012                 | 13.332.608,63            | 35.473.559,82           | 1.978.286,31    | 268.908,69          | 1.902.077,74 | 1.162.689,80 | 0,00     | 54.118.130,99 |
| 2013                 | 12.835.184,96            | 33.219.625,56           | 1.867.271,20    | 189.492,73          | 2.248.292,31 | 1.749.356,14 | 0,00     | 52.109.222,90 |
| 2014 (hasta 24/diez) | 14.162.750,87            | 37.539.865,43           | 1.651.242,74    | 112.272,71          | 1.707.842,70 | 2.319.031,74 | 0,00     | 57.493.006,19 |

Los datos abajo fueron obtenidos del Portal de la Salud del Gobierno Federal (actualizados hasta lo 1.º sin/2013).
Unidades Básicas de Salud
- Equipos: 43.081
- Cobertura poblacional: 127,4 millones de habitantes (66,8%)

Salud Familiar
- Equipos: 34.216
- Cobertura poblacional: 108,18 millones de habitantes (55,8%)
- Municipios atendidos: 5.319 (95,5%)

Centros de Atención Psico-social
- Unidades: 2.020 (comprendiendo las seis categorías de CAPS)
- Cobertura poblacional: 1,59 millones de habitantes (0,82%)
- Municipios atendidos: 1.357 (24,4%)

Farmacias Populares
- Unidades: 546
- Municipios atendidos: 432 (7,76%)

Hospitales credenciados
- Especializados: 1.090
- Generales: 5.195

Profesionales con vínculo
- Médicos: 215.640[18]
- Cirujanos dentistas: 165.323
- Enfermeros: 261.064

Camas
- Cirúrgicos: 76.461
- Clínicos: 107.325
- Obstétricos: 43.632
- Pediátricos: 46.157

Equipamientos
- Diagnóstico por imagen: 41.802
- Odontología: 153.353
- Mantenimiento de la vida (Equipamientos de UTI): 337.488

Número de beneficiarios: 201 millones de personas
Personas que dependen exclusivamente del SUS para tener acceso a los servicios de salud: 152 millones de personas (80% del total)
Procedimientos ambulatorios anuales: 2.800 millones.
Trasplantes anuales: 19 mil
Cirugías cardíacas anuales: 236 mil
Procedimientos de quimioterapia y radioterapia anuales: 9,7 millones
Internaciones anuales: 11 millones
Número de usuarios con acceso al SAMU - Servicio de Atención Móvil de Urgencia: 130 millones de personas

## Evaluación de los usuarios del SUS
En una investigación realizada por el Datafolha a pedido del Consejo Federal de Medicina (CFM) y divulgada en 19 de agosto de 2014, 54% de los entrevistados evaluaron la atención en salud prestado por el SUS con nota de 0 a 4, 33% con nota entre 5 y 7 y 13% con nota entre 8 y 10. Este hecho fue interpretado por el CFM (y reforzado por los grandes medios) cómo 87% de reprobación del SUS por los entrevistados. Aún en la misma investigación, fueron obtenidas evaluaciones más positivas en la cuota de los entrevistados que respondieron ser usuarios del SUS.
En investigaciones realizadas en años anteriores, se encontró buena satisfacción de los usuarios del SUS con los servicios públicos de salud utilizados, en diferentes niveles de atención y en diversas ciudades en el país.
Para 93% de los electores brasileños, los servicios públicos y privados de salud en el país son regulares,
malos o pésimos. El Sistema Único de Salud (SUS) recibió evaluación negativa del 87% de la población. Este es el resultado de una investigación inédita encomendada por el Consejo Federal de Medicina y por la Asociación Paulista de Medicina y realizada por el Instituto Datafolha.
“Las personas están insatisfechas porque no tienen aquello que necesitan. Es una cuestión de percepción.Es una investigación de percepción”, dice el presidente del Consejo Federal de Medicina Roberto Luiz D’Ávila.
Los puntos más críticos están relacionados al acceso y al tiempo de espera para atención. La mitad de los entrevistados
que necesitaron del SUS relataron que fue difícil o muy difícil conseguir acceso a los servicios, especialmente a la cirugías, atención médica domiciliar y procedimientos específicos como hemodiálisis y quimioterapia.
Entre los entrevistados, por lo menos 30% declararon estar aguardando o tener alguien en la familia aguardando la marcación o realización de consulta, examen, procedimiento o cirugía por el SUS. Incluso personas que poseen planes de salud, 22% de ellos, dijeron que aguardan algún tipo de atención por la red pública.
Solo dos entre cada diez entrevistados consiguieron ser atendidos en hasta un mes, mientras casi mitad de la población debió esperar de uno a seis meses. Un 29% de la población aguarda hace más de seis meses, siendo que más de la mitad de ellos relata estar en la fila hace ya más de un año.
El alcance del estudio fue nacional, incluyendo regiones metropolitanas, ciudades del interior de diferentes portes y habitantes en las cinco regiones del país. Fueron oídas 2.418 personas, entre hombres y mujeres, con edad superior a 16 años, 60% de ellas residentes en el interior, entre los días tres y diez de junio.

## Legislación
Legislación fundamental
- Constitución de la República Federativa de Brasil  de 5 de octubre de 1988 — Título VIII ("De la Orden Social"), Capítulo II ("De la Seguridade Social"), Sección II ("De la Salud").

Legislación básica
- Ley n.º 8.080  , de 19 de septiembre de 1990 — Ley Orgánica de la Salud.
- Ley n.º 8.142  , de 28 de diciembre de 1990 — Dispone sobre la participación de la comunidad y transferencias intergovernamentais.
- Ley n.º 8.689  , de 27 de julio de 1993 — Extingue el INAMPS (Instituto Nacional de Asistencia Médica de la Sanidad Social).
- Decreto n.º 1.232  , de 30 de agosto de 1994 — Reglamenta lo repase financiero de los fondos que envuelven la salud pública.

### Ordenanzas del Ministerio de la Salud
- Ordenanza GM/MS n.º 2.203, de 5 de noviembre de 1996 — Norma Operacional Básica del Sistema Único de Salud (NOB; disponible en PDF).
- Ordenanza GM/MS n.º 1.886, de 18 de diciembre de 1997 — Programa de Agentes Comunitarios de Salud (PACS) y Programa de Salud de la Familia (PSF).
- Ordenanza GM/MS n.º 3.916, de 30 de octubre de 1998 — Política Nacional de Medicamentos.
- Ordenanza GM/MS n.º 3.925, de 13 de noviembre de 1998 — Manual para la Organización de la Atención Básica en el Sistema Único de Salud.
- Ley n.º 9.782  , de 26 de enero de 1999 — Agencia Nacional de Vigilancia Sanitaria (ANVISA).
- Ley n.º 9.787  , de 10 de febrero de 1999 — Medicamento genérico.
- Ley n.º 9.961  , de 28 de enero de 2000 — Agencia Nacional de Salud Suplementaria (ANS).
- Ordenanza GM/MS n. º 95, de 26 de enero de 2001 — Norma Operacional de la Asistencia a la Salud (NOAS-SUS 2001; disponible en PDF).
- Ordenanza GM/MS n. º 17, de 5 de enero de 2001 (republicada en 16 de febrero) — Doy de alta Nacional de Usuarios del Sistema Único de Salud (en PDF (enlace roto disponible en Internet Archive; véase el historial, la primera versión y la última)..
- Ordenanza GM/MS n.º 373, de 26 de febrero de 2002 — Norma Operacional de la Asistencia a la Salud (NOAS-SUS 2002; disponible en PDF).